# Ramphocelus
Genre
Ramphocelus est un genre de passereaux de la famille des Thraupidae, comportant 10 des nombreuses espèces de tangaras.

## Liste d'espèces
D'après la classification de référence du Congrès ornithologique international (ordre phylogénique) :
- Ramphocelus sanguinolentus (Lesson, 1831) – Tangara ceinturé
- Ramphocelus nigrogularis (Spix, 1825) – Tangara masqué
- Ramphocelus dimidiatus Lafresnaye, 1837 – Tangara à dos rouge
- Ramphocelus melanogaster (Swainson, 1838) – Tangara du Huallaga
- Ramphocelus carbo (Pallas, 1764) – Tangara à bec d'argent
- Ramphocelus bresilius (Linnaeus, 1766) – Tangara du Brésil
- Ramphocelus passerinii Bonaparte, 1831 – Tangara à croupion rouge
- Ramphocelus costaricensis Cherrie, 1891 – Tangara du Costa Rica
- Ramphocelus flammigerus (Jardine et Selby, 1833) – Tangara flamboyant
- Ramphocelus icteronotus – Tangara à dos citron